# Kanton Souilly
Souilly was een kanton van het Franse departement Meuse. Het kanton maakte deel uit van het arrondissementVerdun. Bij de kantonale herindeling van 2014 werd het kanton opgeheven en alle gemeenten werden overgeheveld naar het nieuw opgerichte kanton Dieue-sur-Meuse.

## Gemeenten
Het kanton Souilly omvatte de volgende gemeenten:
- Ancemont
- Heippes
- Julvécourt
- Landrecourt-Lempire
- Lemmes
- Les Monthairons
- Nixéville-Blercourt
- Osches
- Rambluzin-et-Benoite-Vaux
- Récourt-le-Creux
- Saint-André-en-Barrois
- Senoncourt-les-Maujouy
- Les Souhesmes-Rampont
- Souilly (hoofdplaats)
- Tilly-sur-Meuse
- Vadelaincourt
- Villers-sur-Meuse
- Ville-sur-Cousances